# Thursania costigutta
Thursania costigutta är en fjärilsart som beskrevs av Herrich-Schäffer 1870. Thursania costigutta ingår i släktet Thursania och familjen nattflyn. Inga underarter finns listade i Catalogue of Life.